# Mike Maneluk
Mike Maneluk (Winnipeg, 1º ottobre 1973) è un ex hockeista su ghiaccio canadese.
Nel corso della sua carriera ha giocato in American Hockey League, in National Hockey League, in Kontinental Hockey League e in Lega Nazionale A.

## Palmarès

### Club
- Calder Cup: 1

Philadelphia Phantoms: 1997-1998
- Campionato svizzero: 1

Lugano: 2002-2003

### Individuale
- Jack A. Butterfield Trophy: 1

1997-1998
- Maggior numero di gol in LNA: 1

2003-2004 (30 reti)